# ピーター・ラムジー
ピーター・A・ラムジー（Peter A. Ramsey）は、アメリカ合衆国の映画監督、イラストレーター、作家。『ガーディアンズ 伝説の勇者たち』（2012年）で監督デビューした。

## 生い立ち
ロサンゼルスのクレンシャーで育ち、17歳でパラセイズ・チャーター・ハイスクールを卒業する。UCLAで2年間美術を学んだ後、ロサンゼルス・シティー・カレッジの映画クラスに入る。

## キャリア
ハリウッドでの最初の仕事は壁画を描くことであったが、その後すぐにストーリーボードアーティストとプロダクションイラストレーターとなり、『プレデター2』、『バックドラフト』、『インデペンデンス・デイ』、『ファイト・クラブ』、『A.I.』に参加した。『ポエティック・ジャスティス/愛するということ』、『ハイヤー・ラーニング』、『タンク・ガール』、『GODZILLA』では第2班監督を務めた。『タンク・ガール』のプロデューサーであるアーロン・ワーナーからドリームワークス・アニメーション入りを勧められ、『シュレック3』と『シュレックの愉快なクリスマス』でストーリーアーティストを務める。
ウィリアム・ジョイスの児童文学を原作とした『ガーディアンズ 伝説の勇者たち』で監督デビューを果たす。アフリカ系アメリカ人としては初めての高製作費の長編アニメ映画の監督であった。

## フィルモグラフィ

### 映画
| 年   | 題名                                                                              | 役割             | 備考           |
| ---- | --------------------------------------------------------------------------------- | ---------------- | -------------- |
| 2009 | Monsters vs. Aliens: Mutant Pumpkins from Outer Space                             | 監督             | 短編テレビ映画 |
| 2012 | ガーディアンズ 伝説の勇者たち Rise of the Guardians                               | 監督             |                |
| 2018 | スパイダーマン:スパイダーバース Spider-Man: Into the Spider-Verse                 | 共同監督         |                |
| 2023 | スパイダーマン:アクロス・ザ・スパイダーバース Spider-Man: Across the Spider-Verse | 製作総指揮       |                |
| TBA  | スパイダーマン:ビヨンド・ザ・スパイダーバース Spider-Man: Beyond the Spider-Verse | 製作総指揮       |                |
| TBA  | Ripper                                                                            | 脚本・製作総指揮 |                |
| TBA  | Hotaru                                                                            | 製作総指揮       |                |

### テレビ
| 年   | 題名                           | 役割 | 備考                                                              |
| ---- | ------------------------------ | ---- | ----------------------------------------------------------------- |
| 2022 | オリー Lost Ollie              | 監督 | Netflixオリジナルドラマ                                           |
| 2023 | マンダロリアン The Mandalorian | 監督 | Disney+オリジナルドラマ シーズン3第5話『チャプター21：海賊』      |
| 2023 | アソーカ Ahsoka                | 監督 | Disney+オリジナルドラマ シーズン1第4話『パート4：堕ちたジェダイ』 |